# 클라우디오 에체베리
클라우디오 헤레미아스 에체베리(스페인어: Claudio Jeremías Echeverri, 2006년 1월 2일 ~ )는 아르헨티나의 축구 선수이며, 리버 플레이트에서 공격형 미드필더, 공격수로 뛰고 있다.